# Maciej Piotr Prus
Maciej Piotr Prus (ur. 23 lutego 1958 w Krakowie) – polski dziennikarz, pisarz, poeta i animator kultury.

## Życiorys
Studiował polonistykę na Uniwersytecie Jagiellońskim. W latach 1981–1984, w okresie stanu wojennego, przebywał na emigracji we Francji. Był członkiem redakcji miesięcznika Kontakt. W 1984 roku powrócił do Polski, w następnym roku ukończył studia. Był członkiem redakcji pisma Bez Dekretu, wychodzącego w latach 80. poza cenzurą. W 1987 ponownie wyjechał do Francji, gdzie kierował działem literackim wydawanego w Paryżu miesięcznika  Kontakt. Od 1988 mieszkał w Kanadzie, gdzie pracował m.in. jako pracownik budowlany, ogrodnik, roznosiciel pizzy i opiekun w domu dziecka.
Był redaktorem naczelnym miesięcznika Max, zastępcą redaktora naczelnego miesięcznika Playboy, a w latach 2000–2001 redaktorem naczelnym tygodnika Przekrój. Następnie został współwłaścicielem krakowskiego klubu Piękny Pies. W latach 2010–2015 wraz z Piotrem Bikontem prowadził tam magazyn mówiony Gadający Pies. W 2018 współpracował w roli kuratora z Galerią Olympia.
Opublikował dwa tomiki wierszy, trzy powieści, zbiór opowiadań oraz reportaż literacki Wyznania właściciela klubu Piękny Pies.

## Publikacje
Poezja
- Zacieranie śladów (1978)
- Czy ktoś o nie pytał? (1996)

Proza
- Błędnik (2003), zbiór opowiadań
- Kukły (2005), powieść
- Wyznania właściciela klubu Piękny Pies (2009), reportaż literacki[3]
- Przyducha (2017), powieść[6]
- Wyspa i inni ludzie (2020), powieść[7][8]